# Balada
Balada (conosciuto anche come Balada (Tchê tcherere tchê tchê) e Balada boa) è un singolo del cantante brasiliano Gusttavo Lima, pubblicato il 21 gennaio 2011 in Brasile, uscito in Italia qualche mese dopo, come terzo estratto dal secondo album dal vivo Gusttavo Lima e você.

## Descrizione
Il brano è stato scritto da Gusttavo Lima e Cássio Sampaio.

## Successo commerciale
La fama internazionale è arrivata quando la canzone popolare è stata pubblicata in tutto il mondo il 13 aprile 2012, attraverso la Universal, diventando un successo in gran parte dell'Europa.

## Tracce
Download digitale Pubblicata: 1º marzo 2012 (SPA); 27 marzo 2012 (ITA); 2 aprile 2012 (FRA); 13 aprile 2012 (BEL, NLD); 20 aprile 2012 (AUT, SWI); 5 giugno 2012 (DEN, FIN, NOR, SWE)
1. Balada (Tchê tcherere tchê tchê) – 3:23

Download digitale (Tacabro Remix) Pubblicata: 25 maggio 2012 (ITA)
1. Balada (Tchê tcherere tchê tchê) (Tacabro Remix Radio Edit) – 2:50
2. Balada (Tchê tcherere tchê tchê) (Tacabro Remix) – 4:36

Download digitale (Remix featuring Dyland & Lenny) Pubblicato: 18 giugno 2012
1. Balada (Tchê tcherere tchê tchê) (Remix featuring Dyland & Lenny) – 3:46

Latin Remixes EP Pubblicato: 26 giugno 2012 (ITA)
1. Balada (Tchê tcherere tchê tchê) – 3:35
2. Balada (Tchê tcherere tchê tchê) – 5:36
3. Balada (Tchê tcherere tchê tchê) – 3:11
4. Balada (Tchê tcherere tchê tchê) – 4:21
5. Balada (Tchê tcherere tchê tchê) – 5:09

CD italiano Pubblicata: 28 maggio 2012
1. Balada (Tchê tcherere tchê tchê) (Original Version) – 3:23
2. Balada (Tchê tcherere tchê tchê) (A-Class Edit) – 3:11
3. Balada (Tchê tcherere tchê tchê) (Tacabro Remix Radio Edit) – 2:50
4. Balada (Tchê tcherere tchê tchê) (Club Edit)
5. Balada (Tchê tcherere tchê tchê) (A-Class Floor Mix) – 4:18
6. Balada (Tchê tcherere tchê tchê) (Tacabro Remix) – 4:36
7. Balada (Tchê tcherere tchê tchê) (Sagi Abitbul Remix) – 4:20
8. Balada (Tchê tcherere tchê tchê) (Feeling Valencia Mix)
9. Balada (Tchê tcherere tchê tchê) (Axento Extended Remix)
10. Balada (Tchê tcherere tchê tchê) (Club Mix)

EP digitale tedesco Pubblicata: 18 maggio 2012
1. Balada (Tchê tcherere tchê tchê) – 3:23
2. Balada (Tchê tcherere tchê tchê) (A-Class Edit) – 3:11
3. Balada (Tchê tcherere tchê tchê) (A-Class Floor Mix) – 4:18
4. Balada (Tchê tcherere tchê tchê) (Sagi Abitbul Remix) – 4:20

CD tedesco Pubblicata: 8 giugno 2012
1. Balada (Tchê tcherere tchê tchê) – 3:23
2. Balada (Tchê tcherere tchê tchê) (A-Class Edit) – 3:11

## Classifiche
| Classifica (2011–2012) | Posizione massima |
| ---------------------- | ----------------- |
| Austria                | 2                 |
| Belgio (Fiandre)       | 1                 |
| Belgio (Vallonia)      | 3                 |
| Brasile                | 1                 |
| Francia                | 1                 |
| Germania               | 14                |
| Israele                | 9                 |
| Italia                 | 1                 |
| Lussemburgo            | 1                 |
| Paesi Bassi            | 1                 |
| Romania                | 5                 |
| Spagna                 | 21                |
| Svezia                 | 46                |
| Svizzera               | 1                 |
| Venezuela              | 9                 |

### Classifiche di fine anno
| Classifica (2011)         | Posizione |
| ------------------------- | --------- |
| Brasile Billboard Hot 100 | 12        |
| Classifica (2012)         | Posizione |
| Austria                   | 14        |
| Belgio Fiandre            | 2         |
| Belgio Vallonia           | 12        |
| Francia                   | 14        |
| Italia                    | 2         |
| Paesi Bassi               | 3         |
| Polonia                   | 10        |
| Svizzera                  | 6         |

## Versioni alternative

### Mikael Del Lago
Mikael Del Lago ha pubblicato varie versioni di canzoni Sertanejo inclusa una versione di Balada con la Believe Digital.
- Balada (Live 2012)
- Balada boa (French Live Version)
- Balada (Tribute to Gusttavo Lima - Version Live)
- Tchê tcherere tchê tchê (French Live Version)
- Tchê tcherere tchê tchê (Tribute to Gusttavo Lima - Version Live)

Tchê tcherere tchê tchê (Tribute to Gusttavo Lima) ha raggiunto la posizione 164 della French Singles chart nel maggio 2012.

### Karaoke Hits Band
Karaoke Hits Band ha pubblicato la sua versione intitolata Balada Boa. Ha raggiunto la posizione 114 della French Singles chart nel maggio 2012.